# Purwosari (Kaliwiro)
Purwosari is een bestuurslaag in het regentschap Wonosobo van de provincie Midden-Java, Indonesië. Purwosari telt 1205 inwoners (volkstelling 2010).